# シキホル島

シキホル島の位置

シキホル島（シキホルとう、Siquijor、シキホール島とも表記）は、フィリピン中部ヴィサヤ諸島の南部にある、マングローブや珊瑚礁に囲まれた小島で、セブ島の南、ネグロス島の南東、ボホール島の南西に位置し、ミンダナオ海（ボホール海）に浮かんでいる。全域がシキホル州になっている。
面積は343.5km2、人口は81,598人（2000年）。島の最高峰はバンディラーン山。1月から5月は乾燥しているが、それ以外の時期は湿度が高い。年の平均気温は28度である。主要な言語はセブアノ語だが、タガログ語、英語も通じる。最大都市（シキホル州都）はシキホルで、島内には6つの市町がある。主な産業は観光業で、セブ島から気軽に足を伸ばせるゆったりしたリゾート・ダイビングスポットである。
シキホル島はフィリピン人からは神秘的な島、白魔術や黒魔術の島として知られている。島ではキリスト教と旧来の土着宗教が融合した「魔術」が流行しており、薬草などを調合して呪力を高めるという多くの魔術師や心霊療法師、民間療法師がいる。また超自然的な現象が起こる心霊スポットとされ、「マナナンガル」という妖怪がいるとされる。普段は女性の姿だが、夜になると上半身だけが離れコウモリのような羽で飛び、妊婦の胎児をすすって食べるという。

## 歴史
スペイン人たちは当初、夜にこの島から不気味な光がちらつくため「イスラ・デル・フエゴ」（火の島）と呼んでいた。この光の正体は、クマツヅラ科の大きな広葉樹、モラベの木に大量の蛍が群がって起こる現象であった。
この島を最初にスペイン人が見つけたのは、1565年にセブ島を征服したミゲル・ロペス・デ・レガスピの艦隊が通ったときである。これ以来この島はスペイン人の支配下にあり、今日の市や町のほとんども最初はローマ・カトリックの教区として確立された。最初の教区、シキホルは1783年に成立し、残る町も1877年までに聖アウグスチノ修道会によって成立した。このためどの町にも古い教会が建っている。